# Duodi
Die zwölf Monate des republikanischen Kalenders der Französischen Revolution sind jeweils in drei "Dekaden" zu zehn Tagen eingeteilt. Duodi ist der zweite Tag einer Dekade. Der 2. 12. und 22. jedes Monats und die Fête du génie der Sansculottiden fallen auf einen Duodi.

## Tagesnamen
Die Tagesnamen des Duodi waren (wie die meisten anderen Tagesnamen) landwirtschaftliche Nutzpflanzen. Nur im Nivôse wurden die Tage nach Mineralen und tierischen Substanzen benannt.
| Tagesnamen für den Duodi |            |                              |           |                         |           |                           |
|                          | 1re Décade | 1re Décade                   | 2e Décade | 2e Décade               | 3e Décade | 3e Décade                 |
| Vendémiaire              | 2.         | Safran (Safran)              | 12.       | Immortelle (Strohblume) | 22.       | Pêches (Pfirsiche)        |
| Brumaire                 | 2.         | Céleri (Sellerie)            | 12.       | Macre (Wassernuss)      | 22.       | Azerole (Welsche Mispel)  |
| Frimaire                 | 2.         | Turneps (Steckrübe)          | 12.       | Raifort (Meerrettich)   | 22.       | Bruyère (Heidekraut)      |
| Nivôse                   | 2.         | Houille (Kohle)              | 12.       | Argile (Tonerde)        | 22.       | Sel (Salz)                |
| Pluviôse                 | 2.         | Mousse (Moos)                | 12.       | Brocoli (Brokkoli)      | 22.       | Thimelé (Daphne)          |
| Ventôse                  | 2.         | Cornouiller (Kornelkirsche)  | 12.       | Orme (Ulme)             | 22.       | Percil (Petersilie)       |
| Germinal                 | 2.         | Platane (Platane)            | 12.       | Charme (Hainbuche)      | 22.       | Romaine (Römersalat)      |
| Floréal                  | 2.         | Chêne (Eiche)                | 12.       | Sain-foin (Süßklee)     | 22.       | Fritillaire (Schachblume) |
| Prairial                 | 2.         | Hémérocalle (Taglilie)       | 12.       | Bétoine (Betonie)       | 22.       | Camomille (Kamille)       |
| Messidor                 | 2.         | Avoine (Hafer)               | 12.       | Artichaut (Artischocke) | 22.       | Cumin (Kümmel)            |
| Thermidor                | 2.         | Bouillon blanc (Königskerze) | 12.       | Salicor (Queller)       | 22.       | Caprier (Kapernstrauch)   |
| Fructidor                | 2.         | Millet (Hirse)               | 12.       | Fenouil (Fenchel)       | 22.       | Noisette (Hexenhaselnuß)  |
| Sansculottide            | 2.         | Fête du génie                |           |                         |           |                           |